# 八坂神社 (加須市細間)
八坂神社（やさかじんじゃ）は、埼玉県加須市の神社。

## 歴史
創建年代は不明である。ただ本殿の基台に「享保弐年（1717年）」と記載されていることから、その頃までには既に存在していたものと推測される。口伝によれば、かつて疫病がはやったことから、その退散のため牛頭天王を祀る神社を創建したという。隣の薬王寺が別当寺であった。この薬王寺も名称から当社と同様に疫病退散のために創建されたものと思われる。
1872年（明治5年）、近代社格制度に基づく「村社」に列せられた。1914年（大正3年）に周辺の4社が合祀されたが、まもなく復祀されている。

## 交通アクセス
- 加須ICより車8分。